# 梅尼基奧山
41°03′22″N 23°45′00″E / 41.056°N 23.75°E

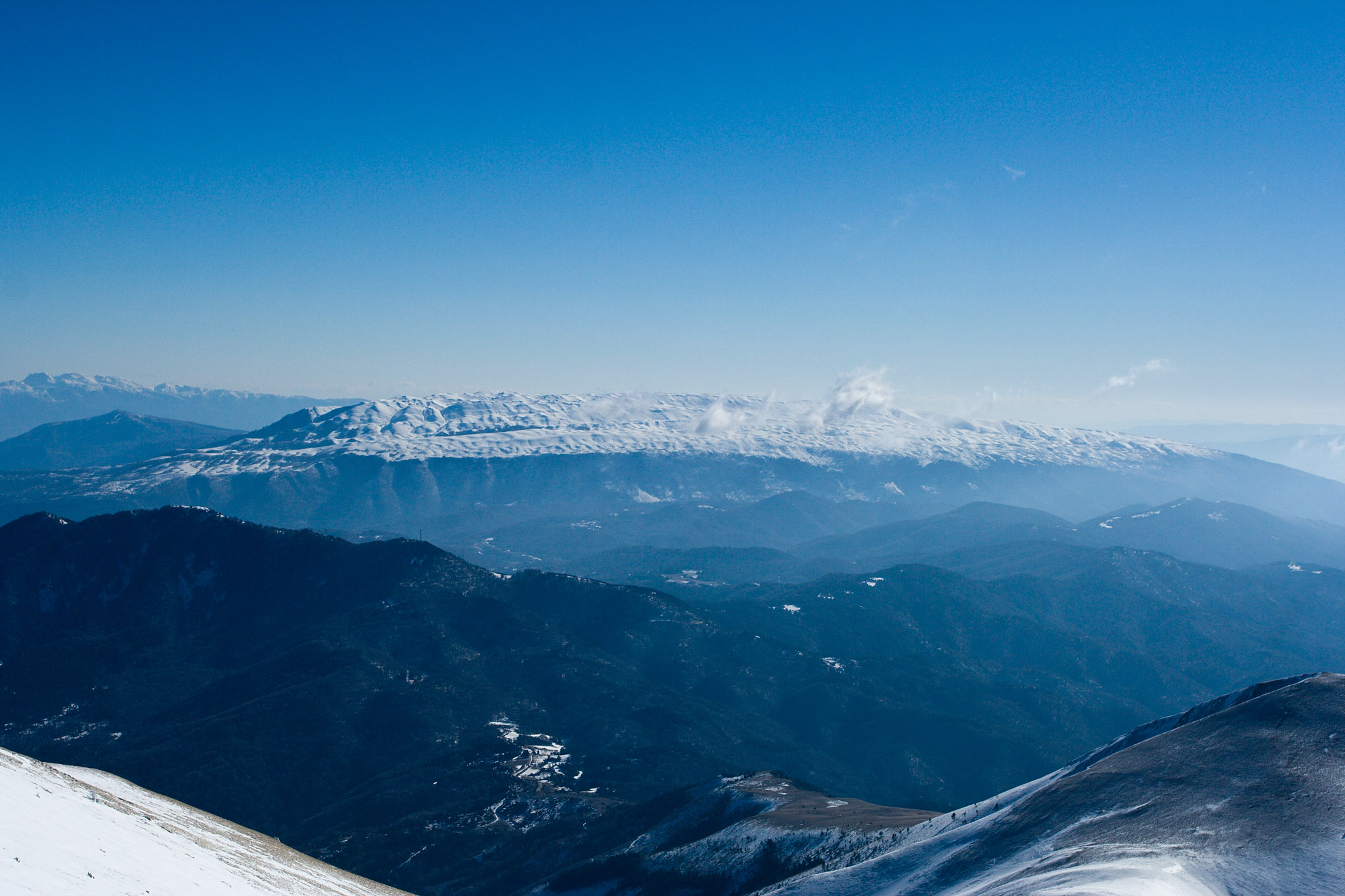

梅尼基奧山是希臘的山脈，位於該國北部東馬其頓-色雷斯和中馬其頓接壤的邊界，西端與弗龍圖斯山相連，最高點海拔高度1,963米。